# Cyclophiops semicarinatus
Espèce
Synonymes
- Eurypholis semicarinatus Hallowell, 1861
- Cyclophis nebulosus Günther, 1868
- Adiastema cervinum Werner, 1925

Cyclophiops semicarinatus est une espèce de serpents de la famille des Colubridae.

## Répartition
Cette espèce est endémique du Japon. Elle se rencontre dans les îles Ryūkyū et Tokara.

## Description
Cyclophiops semicarinatus mesure entre 70 et 80 cm. Son dos est uniformément vert et son ventre blanc.

## Publication originale
- Hallowell, 1861 "1860" : Report upon the Reptilia of the North Pacific Exploring Expedition, under command of Capt. John Rogers, U. S. N. Proceedings of the Academy of Natural Sciences of Philadelphia, vol. 12, p. 480-510 (texte intégral).